# Illuminato Colombo
Illuminato Colombo OFM († 1957) war ein römisch-katholischer Ordensgeistlicher und Apostolischer Präfekt von Misurata.

## Leben
Illuminato Colombo war Mitglied der Ordensgemeinschaft der Franziskaner. Er wurde am 20. April 1951 zum Apostolischen Präfekten von Misurata im heutigen Libyen ernannt. Er bekleidete das Amt bis zu seinem Tod im Jahre 1957.